# Janakadevanahalli, Gubbi
Janakadevanahalli là một làng thuộc tehsil Gubbi, huyện Tumkur, bang Karnataka, Ấn Độ.